# Neozavrelia bernensis
Neozavrelia bernensis är en tvåvingeart som beskrevs av Reiss 1968. Neozavrelia bernensis ingår i släktet Neozavrelia och familjen fjädermyggor. Inga underarter finns listade i Catalogue of Life.